# Pintassilgo-do-nordeste
O pintassilgo-do-nordeste (Spinus yarrellii ou Carduelis yarrellii) é uma ave passeriforme da família dos fringilídeos, endêmico do nordeste do Brasil, e foi introduzido no norte da Venezuela. Distinta do pintassilgo-de-cabeça-preta (Spinus magellanicus), por não apresentar a cabeça inteiramente preta, e sim com as laterais amarelas. Também é conhecido pelo nome de coroinha ou pintassilgo-baiano.

## Descrição
O pintassilgo-do-nordeste tem um comprimento médio de 10cm, o macho tem o alto da cabeça (coroa) preto em contraste com o ventre, o peito, a garganta, os lados da cabeça, a nuca e o uropígio que são amarelo-vivo.  O dorso é amarelo-esverdeado, as asas são pretas com uma banda  amarela, a cauda é preta com marcas amarelas. O bico e as pernas são cinzento-escuros. As fêmeas e os juvenis são parecidos com os machos mas não têm a coroa negra e as cores são mais baças.

## Distribuição
Distribui-se pelo nordeste do Brasil, estados de Alagoas, Bahia, Piauí (Serra da Capivara) e Pernambuco (desde 1958 e 1957, respectivamente, que não há registos de indivíduos nos estados de Ceará e Paraíba) e pelo norte da Venezuela (Carabobo).

## Habitat
Tem um habitat variado: pastos, pomares, florestas abertas, pinhais, plantações, quintais, cerrado. Encontramo-lo também na Caatinga (IUCN 2012).

## Alimentação
Na natureza consome grande variedade de sementes de plantas herbáceas, gosta da flor do eucalipto, insectos dos pinhais, sementes de picão (Bidens pilosa), dente-de-leão (Taraxacum), colonião (panicum maximum) e serralha (Sonchus oleraceus). Gosta de se alimentar de sementes de mussambê (Cleome spinosa) e também das sementes de bem-me-quer.

## Nidificação
A época de reprodução estende-se de Outubro a Março. A fêmea constrói o ninho em forma de taça, com raízes finas, sem revestimento ou forrado de penas e pêlos, na forquilha de árvores ou de arbustos, a pouca altura do solo. A fêmea põe de 3 a  5 ovos esbranquiçados que incuba durante 13 dias.

## Taxonomia
Descrito por Audubon, em 1839, na Bahia, Brasil. Não tem subespécies.

## Ameaças
É considerada como espécie Vulnerável pela IUCN (2012). Segundo a Birdlife International (2012) o comércio ilegal de aves quer a nível nacional, quer a nível internacional constitui uma ameaça para a espécie, suspeitando-se de uma rápida diminuição de indivíduos, apesar de não haver números concretos. O uso de pesticidas também constitui uma ameaça.

## Filogenia
Foi obtida por Antonio Arnaiz-Villena et al.